# А у вас негров линчуют
«А у вас негров линчуют» — крылатая фраза, используемая в восточноевропейских странах для обозначения применения, как правило, в политике, риторического приёма, известного как tu quoque («сам такой»). В буквальном смысле эта фраза, являющаяся одним из примеров дегуманизации врага, приводит в качестве аргумента случаи линчевания негров в США в доказательство того, что вспышки расизма на территории политического противника хуже, чем все и любые недостатки, вменяемые в вину социалистическому строю. В общем смысле фраза обозначает ситуацию, когда некто в ответ на критические замечания в свой адрес указывает на недостатки критикующего, вместо того, чтобы отвечать непосредственно на саму критику.
Использование этой фразы восходит к советскому анекдоту хрущёвских времён о разговоре между американцем и русским. Есть несколько версий этого анекдота, и все они относятся к актам насилия против негров, о которых сообщали СМИ во времена Движения за гражданские права 1955—1968 годов. В одной из версий:
«Голос Америки» спрашивает у армянского радио: «Какова зарплата советского инженера?», на что армянское радио после трёхдневной паузы отвечает: «А у вас негров линчуют».